# Liparetrus newmani
Liparetrus newmani är en skalbaggsart som beskrevs av Britton 1980. Liparetrus newmani ingår i släktet Liparetrus och familjen Melolonthidae. Inga underarter finns listade i Catalogue of Life.